# Підкамінська школа для дітей зі зниженим слухом
Підкамінська спеціальна школа з поглибленою професійною підготовкою, раніше - Підкамінська школа для дітей зі зниженим слухом — школа-інтернат у Підкамені, Львівської області.

## Історія
1950 року була створена Бродівська спеціальна школа-інтернат для туговухих дітей Львівського обласного відділу народної освіти. 1960 року її перевели до Підкаменя.
Під керівництвом лабораторії сурдопедагогіки Інституту спеціальної педагогіки НАПН України у 2002-2009 роках у школі було проведено експеримент з залучення учнів до професійної підготовки, зокрема до навчання роботі на верстатах, різьбярству тощо. 
У школи діти йдуть із 6-8 років і навчаються до 12 класу. Тут навчаються діти як із вадами слуху, так і повністю нечуючі. Уроки проводяться жестовою мовою (сурдо). Для дітей, які використовують слухові апарати для поліпшення слуху проводять також уроки звичайною мовою, щоб навчити їх розмовляти.
Це є школа-інтернат, тому кожен учень має особисте ліжко, тумбу, де може зберігати особисті речі.

## Підтримка дітей
З 2010 року діє система подарунків від імені школи за відмінне навчання у вигляді путівок на Азовське море. За цих 3 роки на відпочинку побувало близько 70 дітей. Такі подарунки добре відзначилися на навчанні дітей, адже з'явився новий стимул[джерело?].
Узимку 2020/2021 років меценати зі Злученого українського американського допомогового комітету передали до школи подарунки до різдва в рамках програми допомоги інтернатам України

## Відомі випускники
Серед випускників школи - низка відомих спортсменів, зокрема:
- Косенко Ігор Володимирович — український футболіст, Заслужений майстер спорту України. Дворазовий паралімпійський чемпіон 2004 та 2008 років, срібний призер Літніх Паралімпійських ігор 2012 року, повний кавалер ордену За заслуги; навчався в школі
- Василь Ажнюк — майстер спорту України міжнародного класу з футболу серед спортсменів з вадами слуху; навчався в школі в 1984—1996 роках
- Олександр Колодій — триразовий чемпіон Дефлімпійських ігор у стрільбі з швидкострільного пістолету (2009, 2013, 2017)
- Сергій Драч — майстер спорту України міжнародного класу з легкої атлетики серед спортсменів з вадами слуху